# Thecabius zhongi
Thecabius zhongi är en insektsart som beskrevs av Zhang, G.-x. 1995. Thecabius zhongi ingår i släktet Thecabius och familjen långrörsbladlöss. Inga underarter finns listade i Catalogue of Life.